# هيرب شيرر
هيرب شيرر (بالإنجليزية: Herb Scherer)‏ مواليد 21 ديسمبر 1929 في نيوجيرسي - الوفاة 28 يونيو 2012، كان لاعب كرة سلة أمريكي. تم اختياره من قبل فريق نيويورك نيكس خلال الدرافت. بلغ طوله 6 قدم 9 بوصة (2.1 م).

## المسيرة الاحترافية
لعب مع أتلانتا هوكس في موسم 1950–1951، ثم لعب مع نيويورك نيكس في موسم 1951–1952، ثم لعب مع واشنطن كابيتولز في سنة 1952.

## روابط خارجية
- هيرب شيرر على موقع إن بي أي (الإنجليزية)
- هيرب شيرر على موقع سبورتس رفرنس (الإنجليزية)
- هيرب شيرر على موقع كلية كرة السلة في سبورتس رفرنس.كوم (الإنجليزية)
- هيرب شيرر على موقع ريلجم (الإنجليزية)